# Asunción Ocotlán
Asunción Ocotlán est une municipalité et une ville de l'État de Oaxaca, au Mexique. La municipalité couvre une superficie de 12,76 km2 et compte 2 550 habitants en 2015.